# Homo duplex
Homo duplex je latinský termín překládaný jako člověk rozdvojený. Jedná se o jeden z klíčových pojmů významného francouzského sociologa Émila Durkheima, který jím chtěl poukázat na dvojakost, dualitu lidské přirozenosti, která v sobě spojuje charakteristiky individuální i společenské. Tuto myšlenku líčí například ve svých dílech O společenské dělbě práce či Sebevražda.

## Popis
Podle Émila Durkheima má každý člověk dvě vědomí – osobní a neosobní. Osobním vědomím míní Durkheim převážně fyzické tělo, které má své touhy, vášně a vlastní apetit – to je to, co odlišuje jednotlivce od ostatních a co z nich dělá individua –, tedy rovina myšlení biologicky podmíněná. Tímto vědomím je každý popoháněn k uspokojování svých potřeb bez ohledu na potřeby ostatních. Naopak neosobním vědomím je myšlen člověk jako plně socializovaná bytost, která je ve velké míře od prvopočátku utvářena společností. Neosobní vědomí je ovlivňováno převážně výchovou a procesem socializace, neboť zde se začne jednotlivec sžívat s etickými normami a hodnotami. Je to právě neosobní vědomí, které disciplinuje individuální vůli a limituje potenciálně nekonečné potřeby a vášně jedince. Dalšími pojmenováními těchto pomyslných rovin vědomí člověka mohou být také vědomí egoistické a altruistické, jedinečné a univerzální, individuální a společenské.
Durkheim vnímá tyto dvě složky vědomí jako vzájemné protiklady, což uvnitř člověka způsobuje "vnitřní neklid”, v němž musí člověk potlačovat své biologické potřeby, aby dokázal být zdravým článkem společnosti. Při balancování mezi těmito divergentními vědomími člověk přechází mezi dvěma sadami sociálního sentimentu - jedním pro každou úroveň. Na nižší úrovni sentimenty jako respekt a afekce pomáhají jedincům budovat vztahy mezi sebou. Durkheima však zajímaly hlavně sentimenty, které poutají lidi do skupin - kolektivní emoce. Tyto emoce rozpouštějí ono malé, malicherné "já" a díky nim jedinci pociťují, že jsou součástí něčeho většího a důležitějšího, než jsou oni sami. Společnost v jeho pojetí není chápána pouze jako prostý nominální součet jedinců, ale jako systém jednajících sil. Durkheim je z tohoto hlediska typickým představitelem sociologického realismu.
Když společnost oslabí svou kontrolu nad jedincem, vzniká dezintegrace společnosti i jedince, tzv. anomie. Anomií se Durkheim zabývá i ve svých dalších pracích (Společenská dělba práce, Sebevražda: sociologická studie). V knize Sebevražda také například uvádí, že ve společnostech s vysokou mírou sociální kontroly je množství sebevražd nižší, sám pak konkrétně uvádí rozdíl v míře sebevražd mezi katolíky a protestanty. Vysoce anomické společnosti se pak dají charakterizovat slabými vztahy v primárních skupinách, jako jsou například rodina nebo farnost.
Durkheim tedy spojil ve své teorii dva pohledy na člověka, které jsou ve většině případů používány každý zvlášť. Jednak je to pohled na člověka jakožto na individuální a jedinečnou bytost, zároveň však jako na bytost socializovanou.
V podstatě navazuje Durkheim v mnohém na filosofii Immanuela Kanta. Chápe neosobní rozum jako kolektivní vědomí, které je možné jen díky tomu, že se lidé navzájem vnímají a ovlivňují. Durkheim ve svém pojmu homo duplex využívá nejen filosofii Kanta, ale také představu Thomase Hobbese, že člověk je ovládán svými tužbami a vlastním sobectvím.
Sigmund Freud tento nápad také využil ve své eseji Civilisation and its Discontents, kde tvrdí, že civilizace je vytvářena skrze zadržování - je “postavena na odřeknutí instinktu”.